# Asparagina
Asparagina, skr. Asn, N – organiczny związek chemiczny z grupy aminokwasów endogennych. Amid kwasu asparaginowego, powszechny składnik białek. Występuje w dużych ilościach w nasionach, a także w stanie wolnym w płynach komórkowych. Stanowi magazyn amoniaku w tkankach zwierzęcych i roślinnych.
Jest związkiem chiralnym (zawiera asymetryczny atom węgla w pozycji α). Naturalnie występuje zwykle jako enancjomer L (który jest aminokwasem białkowym), jednak forma D jest także obecna w mniejszych ilościach w organizmach. W organizmie syntetyzowana jest z kwasu szczawiooctowego, w wyniku przeniesienia dwóch grup aminowych, kolejno z glutaminianu i glutaminy z udziałem enzymów transaminazy i syntetazy asparaginowej:

## Historia
Asparagina jest pierwszym wyizolowanym aminokwasem. W 1806 r. dwaj francuscy chemicy – Pierre Jean Robiquet i Louis Nicolas Vauquelin otrzymali i opisali kryształy enancjomeru L z soku bogatych w ten związek szparagów (stąd nazwa związku). Robiquet, pracując w prywatnym laboratorium Vauquelina, wyizolował asparaginę gdy starał się zidentyfikować składnik odpowiadający za moczopędność soku ze szparagów, stosowanego wówczas jako medykament. Drugi z enencjomerów, o konfiguracji D, odkrył w 1886 r. włoski chemik Arnaldo Piutti (1857–1928). Asystował on przy przemysłowej produkcji asparaginy. Z ekstraktu 6,5 tony kiełków wyki wykrystalizowano wówczas 20 kg tego produktu. Ług pokrystalizacyjny pozostawiono. Z czasem odparowała z niego woda i wykrystalizowały enancjomorficzne kryształy, z których Piutti ręcznie wyodrębnił 100 g substancji, która okazała się być enancjomerem D asparaginy. Piutti zaobserwował też, że nowy enancjomer ma słodki smak, w przeciwieństwie do bezsmakowej formy L. Uznaje się to za kamień milowy w odkryciu enancjoselektywności układów biologicznych.